# Potres u Crnoj Gori 1979.
Potres u Crnoj Gori 1979. godine je bio najrazorniji potres na području današnje Crne Gore, tada dijelu SFR Jugoslavije. Osim u Crnoj Gori, potres je izazvao žrtve i materijalnu štetu u Albaniji, te samo materijanu štetu na području Dubrovnika i juga Hrvatske.

## Potres
Potres magnitide 7 po Richterovoj ljestvici i 9. stupnjeva Mercallijevoj ljestvici dogodio se 15. travnja 1979. godine u 06:19 ili 06:30 UTC (07:19/07:30 po lokalnom vremenu), petnaestak kilometara od crnogorske obale između Bara i Ulcinja. Potres je trajao deset sekundi i najjače se osjetio duž crnogorske i albanske obale.

## Posljedice u Crnoj Gori i Albaniji
Budvanski Stari grad je teško oštećen. Od 400 građevina u Starom gradu samo osam je ostalo nedirnuto potresom. Zidine i zaštitni bedemi iz 15. stoljeća također su teško oštećeni. Manastir Praskavica koji se nalazi između Miločera i Svetog Stefana je pretrpio velika oštećenja. Crkva unutar manastira je potpuno srušena, a i freske su također oštećene.
Oštećen je i najmlađi grad na crnogorskoj obali, Herceg Novi. Dijelovi zidina Starog grada su pali u Jadran. Ulcinjski Stari grad, crnogorski centar kulturne baštine, je skoro potpuno uništen. Vjekovna Balšić kula u Ulcinju je srušena. 
Preko 450 sela su sravnjena sa zemljom. Osim toga, mnoga sela u regijama Crmnica, Grabalj, Krajina, Paštrovići bila su u opasnosti od potpuna rušenja.
Dalje u unutrašnjosti, lakše su oštećeni Cetinje, Danilovgrad, Nikšić i Titograd.
Prema izvještaju UNESCO-a iz 1984. ukupno 1487 objekata je oštećeno, od kojih su skoro polovina domaćinstva, a 42% crkve i svjetovni objekti. Trideset posto od ukupno oštećenih objekata je u potpunosti srušeno. Preko 1000 spomenika kulture je oštećeno, kao i tisuće umjetničkih djela i vrijedne zbirke.
U potresu je poginula 101 osoba u Crnoj Gori, 35 u Albaniji, a više od 100 000 ljudi ostalo je bez svojih domova.

## Posljedice u Hrvatskoj
Potres se na području južne Dalmacije osjetio intenzitetom VI-VII stupnjeva po Mercallijevoj ljestvici. U izvještaju o šteti utvrđeno je da je u tom potresu na prostoru Dubrovnika i Metkovića teško ili lakše oštećena 1071 građevina, od kojih su 33 fortifikacije (spomenik kulture), 106 sakralnih objekata, 45 objekata razne namjene i 885 stambenih objekata. U Dubrovniku je najviše oštećena stara gradska jezgra, dok je na području Konavla i Župe dubrovačke oštećeno 80% objekata, pretežito kuća. Stradalo je i područje Rijeke dubrovačke, Slanog i Stona, gdje se urušio dio gradskih zidina.
Područje grada Dubrovnika je nedugo nakon velikog potresa 24. svibnja 1979. pogodio i jedan manji, magnitude 6 stupnjeva po Mercallijevoj ljestvici. Ukupna šteta potresa u Hrvatskoj je 1980. procijenjena na 436 437 380 američkih dolara.